# Daniel de la Rúa
Daniel de la Rúa de Agustín (Guadalajara, 30 gennaio 1997) è un cestista spagnolo.

## Palmarès
- Campionato spagnolo: 1

Real Madrid: 2015-16